# Hadade (região)
Região de Hadade (em árabe: الحد; romaniz.: Al Hadd) era uma das 12 regiões do Reino do Barém. Segundo censo de 2001, tinha 11 637 residentes. Compreendia 11 quilômetros quadrados.